# Cernay, Calvados
Cernay är en kommun i departementet Calvados i regionen Normandie i norra Frankrike. Kommunen ligger i kantonen Orbec som ligger i arrondissementet Lisieux. År 2022 hade Cernay 138 invånare.

## Befolkningsutveckling
Antalet invånare i kommunen Cernay
Referens: INSEE